# Harpenden
Harpenden is een civil parish in het bestuurlijke gebied St Albans, in het Engelse graafschap Hertfordshire. De plaats ligt aan de rivier de Lea. Harpenden telt circa 30.000 inwoners.

## Galerij

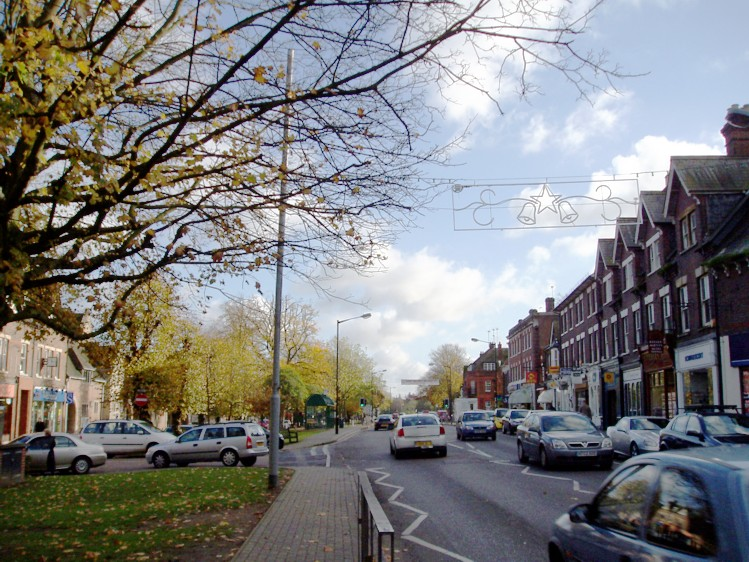
High Street, Harpenden
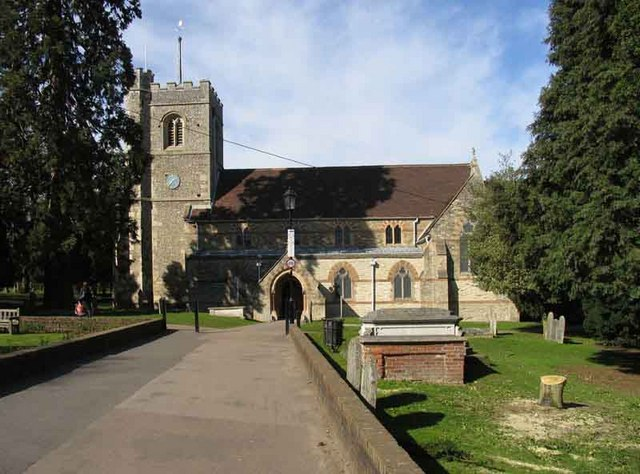
Kerk van St Nicholas in Harpenden
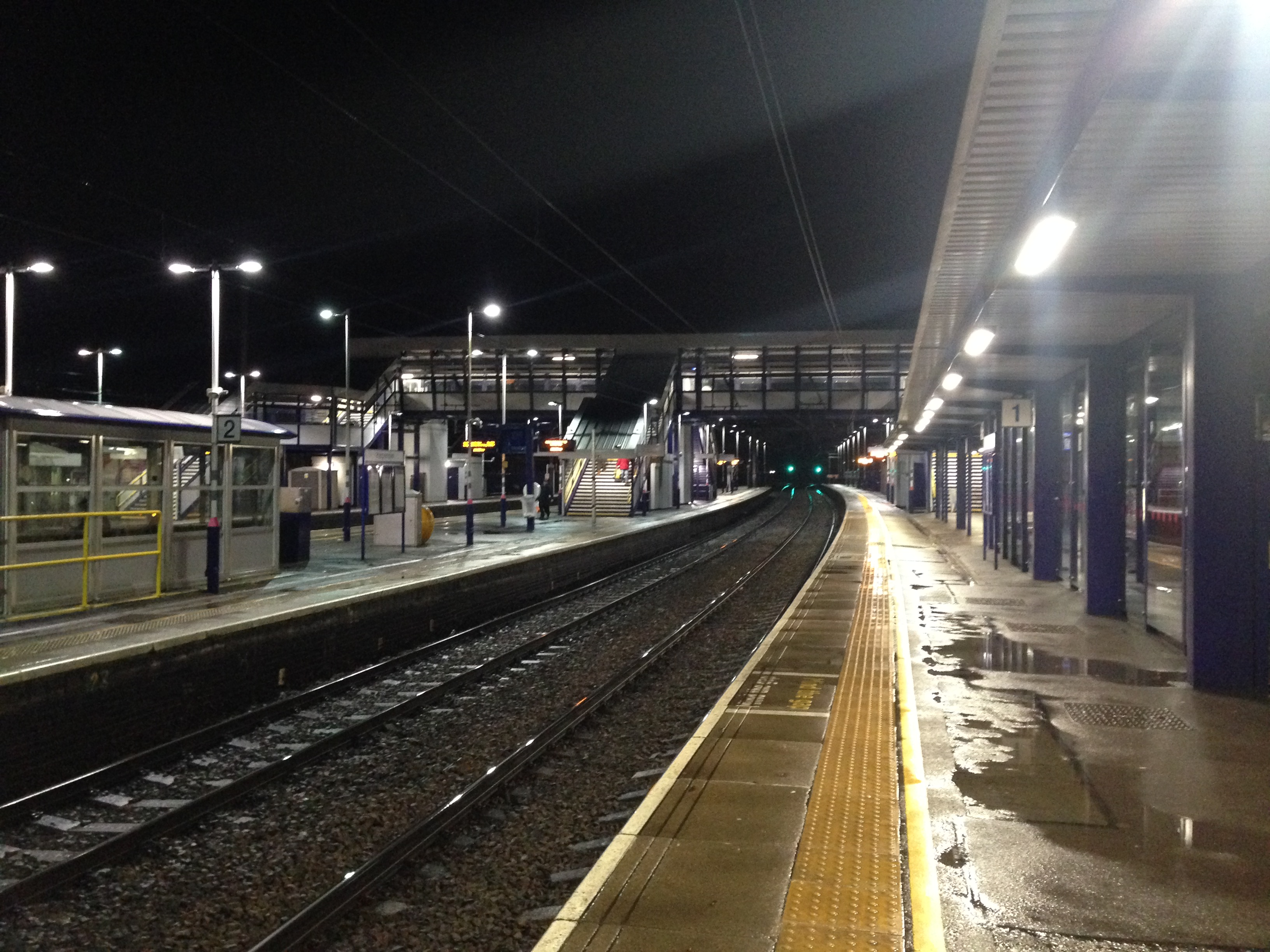
Station van Harpenden

## Geboren
- Frank Salisbury (1874-1962), kunstschilder en glaskunstenaar
- David Robert Morgan (1933-1988), componist
- Alan Scarfe (1946-2024), acteur

## Overleden in Harpenden
- Stanley Kubrick (1928 – 1999), filmregisseur
- Ferdinand Walsin Esterhazy (1847 – 1923), Franse spion in dienst van het Duitse Keizerrijk (zie de Dreyfusaffaire)